# Il forte sul fiume
Il forte sul fiume (The Fort at River's Bend) è il quinto volume delle Cronache di Camelot, la serie di Jack Whyte. È stato pubblicato dalla Piemme.

## Trama
Merlino e il giovane Artù, dopo un fallito attentato alla vita del fanciullo, sono costretti ad abbandonare Camelot e le sue insidie. Navigando verso nord per il Mar d'Irlanda, arrivano nel porto franco di Ravenglass, governato dal re Derek, l'uomo che ha ucciso il padre di Artù, Uther Pendragon, e violentato la madre. Merlino troverà in realtà in Derek un alleato leale, arrivando a sostenerlo nella difesa del trono in una battaglia contro i nemici irlandesi dove gli salverà la vita. In cambio otterrà un rifugio sicuro per sé e per Artù.
Si nasconderanno in un vecchio forte abbandonato dai romani sulla cima di un valico presso il fiume Esk: Mediobogdum. Là, Merlino dovrà difendere il giovane da molti nemici e trasformarlo nell'uomo che sarà degno di diventare Alto Re di tutta la Britannia e di possedere la spada Excalibur.

## Edizioni
- Jack Whyte, Il forte sul fiume, traduzione di Gianna Lonza, collana Pocket, Piemme, 2001,  p. 408, ISBN 88-384-7830-9.